# Улица Гданьскас
Улица Гда́ньскаc (латыш. Gdaņskas iela) — улица в Северном районе Риги, в историческом районе Межапаркс. Пролегает в северо-западном направлении, от улицы Щецинас до проспекта Межа. Общая длина улицы — 868 метров.
Улица на всём протяжении покрыта асфальтом, движение двустороннее. Общественный транспорт по улице не курсирует.

## История
Впервые упоминается списке улиц города в 1910 году, первоначально как Данцигская улица (латыш. Dancigas iela, нем. Danziger Straße) — согласно названию города Гданьска в те времена (многие улицы этого района названы в честь городов Ганзейского союза). С 1915 по 1917 год была временно переименована в Днепровскую улицу (латыш. Dņepras iela; по некоторым документам — проспект), затем первоначальное название было возвращено. В 1950 году, в связи с переименованием Данцига в Гданьск, улица получила своё современное наименование, которое больше не изменялось.

## Застройка и достопримечательности

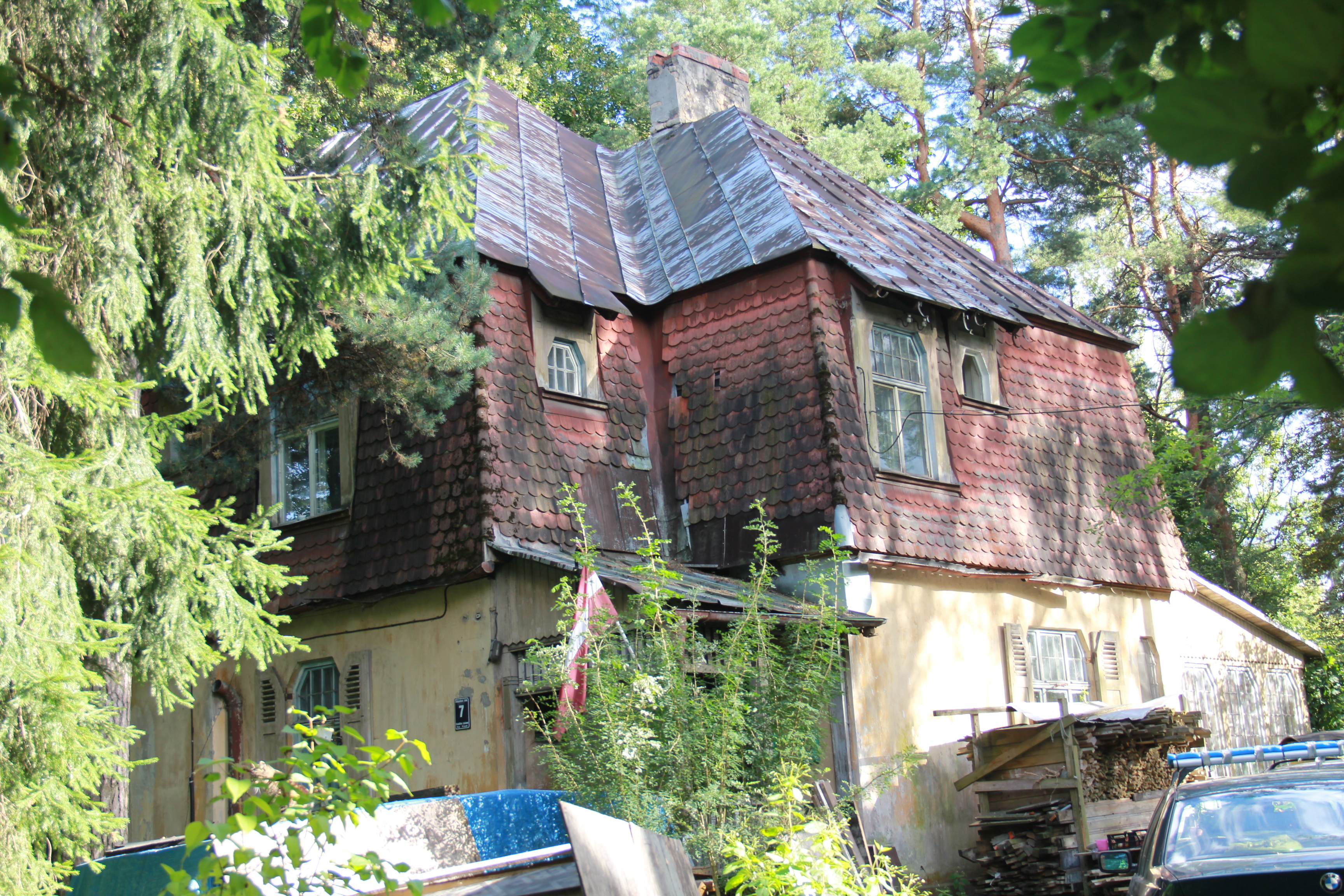
Улица Гданьскаc, дом 7

Улица Гданьскаc застроена частными домами, 6 из которых признаны памятниками архитектуры:
- Дом № 1 (архитектор А. Витте, 1909) — памятник архитектуры государственного значения.
- Дом № 2 (архитектор Г. Тизенгаузен, 1911) — памятник архитектуры местного значения.
- Дом № 3/5 (архитектор Эдуард Купфер, 1909) — памятник архитектуры местного значения.
- Дом № 7 (архитектор Х. Тиммер, 1910) — памятник архитектуры местного значения.
- Дом № 14 (архитекторы Б. Биленштейн и Х. Сиргедс, 1927, 1939) — памятник архитектуры местного значения.
- Дом № 15 (архитектор О. Тилманис, 1928) — памятник архитектуры местного значения.

## Прилегающие улицы
Улица Гданьскаc пересекается со следующими улицами:
- улица Щецинас
- улица Стокхолмас
- проспект Висбияс
- проспект Сигулдас
- улица Матера
- проспект Межа